# Marnage (marée)
Pour les articles homonymes, voir Marnage et hauteur de marée.
Ne doit pas être confondu avec hauteur d'eau.

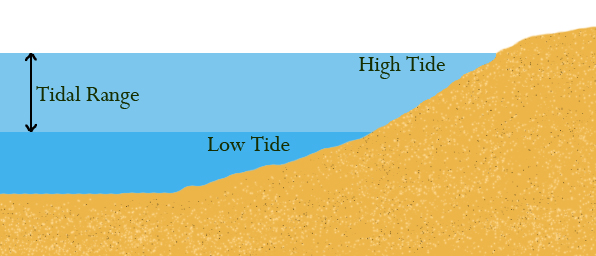
La hauteur de marée (en) entre le niveau de la pleine mer (en) et celui de la basse mer (en).

Le marnage est la « différence de niveau entre la marée haute et la marée basse d'une marée ». Le marnage varie continuellement dans le temps et est défini, pour un jour donné et dans un intervalle pleine mer - basse mer, comme la différence de hauteur d'eau entre le niveau de la pleine mer et celui de la basse mer qui la suit ou la précède immédiatement.
La zone alternativement couverte et découverte par la mer, limitée par ces deux niveaux lorsqu'ils sont à leur maximum, est appelée « estran », « zone de marnage », « zone de balancement des marées » ou encore « zone intertidale » (qui est un anglicisme).

## Différentes utilisations du termeamplitude de marée
La différence de hauteurs entre deux extremums consécutifs s’appelle le « marnage », à ne pas confondre avec « amplitude », qui désigne le module d’une fonction sinusoïdale telle que celle d’une composante de marée. Si le terme d’« amplitude » est parfois employé pour la marée, il désigne alors la moitié du marnage.
N.B Le terme amplitude de marée est malgré tout tantôt assimilé dans certains ouvrages au terme anglais tidal range désignant le marnage, tantôt assimilé au terme tide amplitude désignant le demi-marnage (différence de hauteur d'eau à pleine mer ou à basse mer avec celle de la mi-marée).

## Classification
|                             |  |                 |
| Ponton flottant à basse mer |  | … à pleine mer. |

Le géomorphologue australien Davies répertorie en 1964 les environnements côtiers en fonction du marnage en vives-eaux. Il définit :
- milieu microtidal (marnage < 2 m) caractéristique des mers fermées (30 cm à l'ouest est la mer Baltique ; Méditerranée au marnage compris entre 20 et 50 cm[6])
- milieu mésotidal (marnage entre 2 et 4 m)
- milieu macrotidal (marnage > 4 m) avec le record dans la baie de Fundy où le marnage dépasse 17 m.

À partir de l'étude des plages de la côte ouest du Cotentin, le géologue français Levoy a introduit en 2000 le terme d'environnement mégatidal pour les côtes soumises à des marnages supérieurs à 8 m.
Chacun de ces milieux est caractérisé par un écosystème biologique d'interface ou écotone et des communautés biologiques spécifiques (notamment l'endofaune et l'épifaune).

## Géographie
Dans les océans ouverts, le marnage moyen varie de 0,6 à 0,9 mètre. Ce marnage augmente à mesure qu'on se rapproche des côtes.
Dans le régime tidal semi-diurne, la hauteur d'eau n'évolue pas de façon régulière dans le temps. La « règle des douzièmes » en donne une approximation en considérant que la hauteur d'eau varie d’1/12 du marnage pendant la première heure marée, 2/12 la deuxième heure marée, 3/12 les 3e et 4e heures, 2/12 la 5e heure et 1/12 la 6e heure.
Un point amphidromique est un point d'un système physique soumis à une force de marée où le marnage est voisin de zéro.